# Philodromus rubrofrontus
Philodromus rubrofrontus este o specie de păianjeni din genul Philodromus, familia Philodromidae, descrisă de Urquhart, 1891. Conform Catalogue of Life specia Philodromus rubrofrontus nu are subspecii cunoscute.